# Số lượng tích lũy (hậu cần)
Số lượng tích lũy là một khái niệm trong hậu cần bao gồm việc cộng số lượng vật liệu cần thiết trong một cửa sổ thời gian xác định có thể được vẽ dưới dạng "đường cong tích lũy".  Khái niệm này được áp dụng trong sản xuất nối tiếp và chủ yếu được sử dụng trong ngành công nghiệp ô tô để lập kế hoạch, kiểm soát và giám sát sản xuất và giao hàng.

## Chu trình khép kín
Khái niệm về số lượng tích lũy (CCQ) sử dụng cơ chế phản hồi của một vòng khép kín, có thể được tìm thấy trong các hệ thống công nghiệp, kỹ thuật và điện tử.  Các yêu cầu mục tiêu được tóm tắt cho từng khoảng thời gian và được so sánh với các giá trị thực tế cho điều khiển vòng kín.  Độ lệch tích lũy dương trong một khoảng thời gian nhất định không yêu cầu thêm thứ tự, trong khi độ lệch âm yêu cầu một thứ tự mới.  Để "bình tĩnh" sản xuất và dòng vật liệu ranh giới dung sai trên và dưới được xác định và chỉ khi các ranh giới này bị vi phạm là một trật tự mới.
Để kiểm tra toàn bộ dòng sản xuất và nguyên liệu, 'giới hạn báo cáo' có thể được xác định tại một điểm đếm đã chọn và nếu vượt quá giới hạn 'cảnh báo' có liên quan.  Các nhân viên hậu cần phải giải thích lý do cho 'cảnh báo'.  Nếu lý do là chính xác và có thể theo dõi thì không cần thực hiện thêm hành động nào.  Nếu có lỗi trong cơ sở dữ liệu, xử lý dữ liệu hoặc trong các biện pháp đối phó thích hợp thu thập dữ liệu là cần thiết.  Ví dụ về các lỗi hoặc thất bại sai nhu cầu chính hoặc dự báo xấu, lỗi trong Hóa đơn vật liệu hoặc dữ liệu chính, Lịch sản xuất chính cũ, thu thập dữ liệu không chính xác hoặc bị trì hoãn, lỗi tính toán, lắp các bộ phận không chính xác tại dây chuyền lắp ráp.

## Đếm điểm
Vòng lặp điều khiển thực tế mục tiêu sử dụng các điểm đếm được xác định chính xác phân định các khoảng thời gian tiếp theo dọc theo chuỗi cung ứng.  Sự khác biệt tích lũy của các điểm đếm tiếp theo cho thấy số lượng các mặt hàng vật chất đi qua Khoảng thời gian và do đó cung cấp tính minh bạch của hàng tồn kho của một mặt hàng dọc theo toàn bộ chuỗi cung ứng.

## Chuỗi cung ứng
Số lượng tích lũy là một phần của định dạng EDI chính thức (ví dụ:  EDIFACT - DELFOR) được sử dụng rộng rãi bởi các OEM và nhà cung cấp của họ.  Thông thường, việc thu thập dữ liệu tại 'nhận hàng' được sử dụng để liên lạc giữa người nhận hàng và người giao hàng.  Sử dụng CCQ cho toàn bộ chuỗi cung ứng có thể tránh được hiệu ứng Bullwhip.